# Tatvan

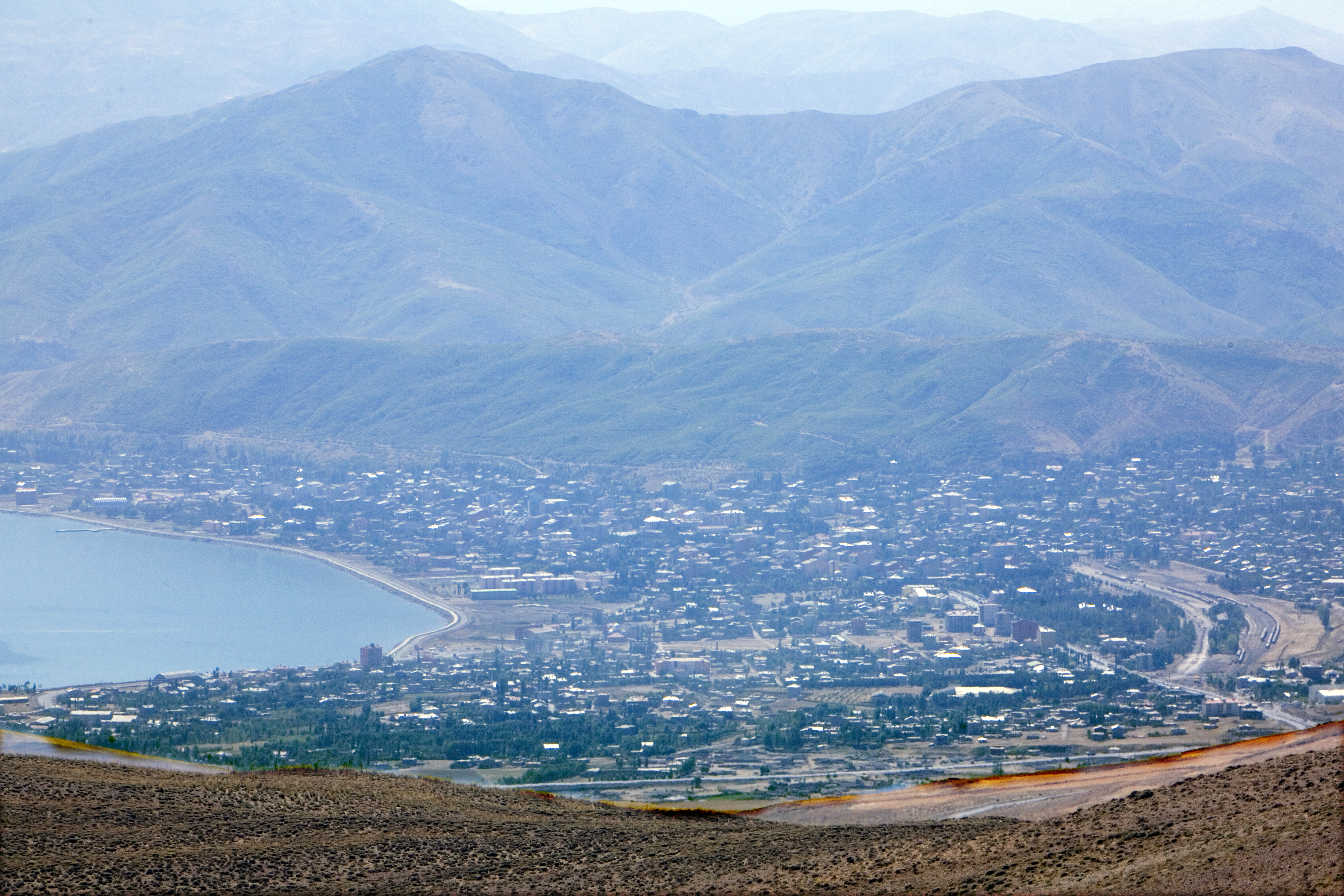
Tatvan

Tatvan är en stad vid Vansjön i provinsen Bitlis i östra Turkiet. Staden har cirka 96 000 invånare. Från Tatvan går det färjor över Vansjön till Van.